# Ángel Bahamonde
Ángel Bahamonde Magro (Madrid, 1949) es un historiador español, especializado en la Edad Contemporánea.

## Biografía
Nacido en 1949 en Madrid, es catedrático de Historia Contemporánea en la Universidad Carlos III de Madrid, cátedra que antes ocupó en la Facultad de Ciencias de la Información de la Universidad Complutense (departamento de Historia de la Comunicación Social).

## Premios
- Cruz al Mérito Naval con distintivo blanco (BOD. núm. 3, 4 de enero de 2008) el 11 de enero de 2008

## Obras
Autor
- — (2002). El Real Madrid en la historia de España. Madrid: Taurus.[2]
- — (2014). Madrid 1939. La conjura del coronel Casado. Madrid: Cátedra.[3]

Coautor
- —; Cayuela, José (1992). Hacer las Américas: las élites coloniales españolas en el siglo XIX. Alianza Editorial.[4]
- —; Cervera Gil, Javier (1999). Así terminó la guerra de España. Marcial Pons.[5]
- —; Villares, Ramón (2001). El mundo contemporáneo: siglos XIX y XX. Madrid: Taurus Ediciones.[6]
- —; Sánchez Illán, Juan Carlos (2010). Una república de papel: L'Espagne Républicaine (1945-1949). Madrid: Fondo de Cultura Económica.[7]
- —; Toro Mérida, Julián (1978). Burguesía, especulación y cuestión social en el Madrid del siglo XIX. Madrid: Siglo XXI Editores. 274 p.

Editor
- Madrid en la sociedad del siglo XIX. Vol. I. La ciudad y su entorno. Madrid, centro de poder político. Poder económico y élites locales.. Madrid: Comunidad de Madrid. 1986.  579 p. Facsímil digital pdf en Biblioteca Virtual de PublicaMadrid.
- Madrid en la sociedad del siglo XIX. Vol. II. Capas populares y conflictividad social. Abastecimiento, población y crisis de subsistencia. Cultura y mentalidades. Madrid: Comunidad de Madrid. 1986. 579 p.  Facsímil digital pdf en Biblioteca Virtual de PublicaMadrid.
- La sociedad madrileña durante la Restauración 1876-1931, La. Vol. I. Población y territorio. Madrid, centro económico. Burguesía y nobleza en la Restauración. Madrid: Comunidad de Madrid. 1989. 691 p. Facsímil digital pdf en Biblioteca Virtual de PublicaMadrid.
- La sociedad madrileña durante la Restauración 1876-1931, La. Vol. II. El sistema político de la Restauración. El horizonte cultural. Opinión y medios de información. Conflicto social y clases trabajadoras. Madrid: Comunidad de Madrid. 1989. 560 p. Facsímil digital pdf en Biblioteca Virtual de PublicaMadrid.
- La burguesía madrileña del siglo XIX.